# Campeonato Federal
El Campeonato Federal fue el torneo más importante de la Federación Uruguaya de Basketball, y la continuación de lo que fue el «Campeonato Nacional», al cual se le cambió el nombre para terminar llamándose «Campeonato Federal».
El Campeonato Federal fue disuelto para crear la Liga Uruguaya de Básquetbol, que en su primer año se disputó simultáneamente con el Torneo Federal, para luego jugarse solamente el nuevo formato, que tiene como objetivo integrar a la competición los equipos del interior que a diferencia del Federal incluía solo equipos de la capital.

## Campeones

### Títulos por año[1]
| Campeonato Primera División |             |
| Año                         | Campeón     |
| 1915                        | ACJ         |
| 1916                        | Plaza N° 3  |
| 1917                        | A. U. de S. |
| 1918                        | Sporting    |

| Campeonato Nacional |                |
| Año                 | Campeón        |
| 1918                | Atenas         |
| 1919                | Atenas (2)     |
| 1920                | Atenas (3)     |
| 1921                | Atenas (4)     |
| 1922                | Sporting (2)   |
| 1923                | Olimpia        |
| 1924                | Sporting (3)   |
| 1925                | Unión Atlética |
| 1926                | Sporting (4)   |

En 1927, el torneo cambió su nombre a Campeonato Federal.
| Campeonato Federal |                       |                              |
| Año                | Campeón               | Subcampeón                   |
| 1927               | Sporting (5)          |                              |
| 1928               | Olimpia (2)           |                              |
| 1929               | Olimpia (3)           |                              |
| 1930               | Sporting (6)          |                              |
| 1931               | Atenas (5)            |                              |
| 1932               | Sporting (7)          | Atenas                       |
| 1933               | Sporting (8)          |                              |
| 1934               | Sporting (9)          | Nacional                     |
| 1935               | Nacional              | Sporting                     |
| 1936               | Sporting (10)         | Nacional                     |
| 1937               | Nacional (2)          | Sporting                     |
| 1938               | Sporting (11)         | Atenas                       |
| 1939               | Goes                  | Atenas                       |
| 1940               | Aguada                | Goes                         |
| 1941               | Aguada (2)            | Olimpia                      |
| 1942               | Aguada (3)            | Olimpia                      |
| 1943               | Aguada (4)            | Goes                         |
| 1944               | Peñarol               | Trouville                    |
| 1945               | Trouville             | Olimpia                      |
| 1946               | Olimpia (4)           | Sporting                     |
| 1947               | Goes (2)              | Olimpia                      |
| 1948               | Aguada (5)            | Sporting                     |
| 1949               | Sporting (12)         | Peñarol                      |
| 1950               | Sporting (13)         | Peñarol                      |
| 1951               | Sporting (14)         | Olimpia y Peñarol            |
| 1952               | Peñarol (2)           | Stockolmo                    |
| 1953               | Welcome               | Sporting                     |
| 1954               | Stockolmo             | Welcome                      |
| 1955               | Sporting (15)         | Welcome                      |
| 1956               | Welcome (2)           | Colón y Tabaré               |
| 1957               | Welcome (3)           | Sporting                     |
| 1958               | Goes (3)              | Welcome                      |
| 1959               | Goes (4)              | Welcome                      |
| 1960               | Tabaré                | Welcome                      |
| 1961               | Tabaré (2)            | Goes                         |
| 1962               | Tabaré (3)            | Stockolmo                    |
| 1963               | Bohemios              | Tabaré                       |
| 1964               | Tabaré (4)            | Olimpia                      |
| 1965               | Olimpia (5)           | Tabaré                       |
| 1966               | Welcome (4)           | Atenas                       |
| 1967               | Welcome (5)           | Atenas                       |
| 1968               | Tabaré (5)            | Sporting                     |
| 1969               | Atenas (6)            | Tabaré                       |
| 1970               | Olimpia (6)           | Bohemios                     |
| 1971               | Olimpia (7)           | Malvín y Capurro             |
| 1972               | Olimpia (8)           | Peñarol                      |
| 1973               | Peñarol (3)           | Trouville                    |
| 1974               | Aguada (6)            | Hebraica Macabi              |
| 1975               | Hebraica y Macabi     | Cordón                       |
| 1976               | Aguada (7)            | Olimpia                      |
| 1977               | Hebraica y Macabi (2) | Aguada                       |
| 1978               | Peñarol (4)           | Sporting                     |
| 1979               | Peñarol (5)           | Bohemios y Hebraica y Macabi |
| 1980               | Sporting (16)         | Aguada y Bohemios            |
| 1981               | Bohemios (2)          | Peñarol                      |
| 1982               | Peñarol (6)           | Bohemios                     |
| 1983               | Bohemios (3)          | Nacional                     |
| 1984               | Bohemios (4)          | Neptuno                      |
| 1985               | Sporting (17)         | Cordón                       |
| 1986               | Cordón                | Sporting                     |
| 1987               | Bohemios (5)          | Cordón                       |
| 1988               | Biguá                 | Cordón                       |
| 1989               | Biguá (2)             | Cordón                       |
| 1990               | Biguá (3)             | Neptuno                      |
| 1991               | Cordón (2)            | Neptuno                      |
| 1992               | Cordón (3)            | Biguá                        |
| 1993               | Cordón (4)            | Aguada                       |
| 1994               | Hebraica y Macabi (3) | Aguada                       |
| 1995               | Cordón (5)            | Hebraica y Macabi            |
| 1996               | Cordón (6)            | Aguada                       |
| 1997               | Welcome (6)           | Cordón                       |
| 1998               | Welcome (7)           | Cordón                       |
| 1999               | Welcome (8)           | Aguada                       |
| 2000               | Welcome (9)           | Biguá                        |
| 2001               | Cordón (7)            | Welcome                      |
| 2002               | Cordón (8)            | Welcome                      |
| 2003               | Defensor Sporting     | Olimpia                      |

### Títulos por equipo
| Club                               | Títulos | Subcampeón | Años campeonatos                                                                                       | Años subcampeonatos                             |
| ---------------------------------- | ------- | ---------- | --- | ----------------------------------------------- |
| Sporting (luego Defensor Sporting) | 18      | 9          | 1918, 1922, 1924, 1926, 1927, 1930, 1932, 1933, 1934, 1936, 1938, 1949, 1950, 1951, 1955, 1980, y 1985 | 1935,1937,1946,1948,1953,1957,1968,1978 y 1986. |
| Welcome                            | 9       | 7          | 1953, 1956, 1957, 1966, 1967, 1997, 1998, 1999 y 2000.                                                 | 1954,1955,1958,1959,1960,2001 y 2002.           |
| Cordón                             | 8       | 7          | 1986, 1991, 1992, 1993, 1995, 1996, 2001 y 2002.                                                       | 1975,1985,1987,1988,1989,1997 y 1998.           |
| Olimpia                            | 8       | 8          | 1923, 1928, 1929, 1946, 1965, 1970, 1971 y 1972.                                                       | 1941,1942,1945,1947,1951,1964,1976 y 2003.      |
| Aguada                             | 7       | 5          | 1940, 1941, 1942, 1943, 1948, 1974, 1976.                                                              | 1977,1980,1993,1994,1996 y 1999.                |
| Peñarol                            | 6       | 5          | 1944, 1952, 1973, 1978, 1979 y 1982.                                                                   | 1949,1959,1951,1972 y 1981.                     |
| Atenas                             | 6       | 5          | 1918, 1919, 1920, 1921, 1931 y 1969.                                                                   | 1932,1938,1939,1966 y 1967.                     |
| Bohemios                           | 5       | 4          | 1963, 1981, 1983, 1984 y 1987.                                                                         | 1970,1979,1980 y 1982.                          |
| Tabaré                             | 5       | 4          | 1960, 1961, 1962, 1964 y 1968.                                                                         | 1956,1963,1965 y 1969.                          |
| Goes                               | 4       | 3          | 1939, 1947, 1958 y 1959                                                                                | 1940,1943 y 1961.                               |
| Hebraica y Macabi                  | 3       | 3          | 1975, 1977, 1994.                                                                                      | 1974,1979 y 1995.                               |
| Biguá                              | 3       | 2          | 1988, 1989, 1990.                                                                                      | 1992 y 1990.                                    |
| Nacional                           | 2       | 2          | 1935 y 1937.                                                                                           | 1934 y 1936.                                    |
| Trouville                          | 2       | 1945       | 1944 y 1973.                                                                                           |                                                 |
| Stockolmo                          | 2       | 1954       | 1952 y 1962.                                                                                           |                                                 |
| Unión Atlética                     | -       | 1925       | |                                                 |
| Asociación Uruguaya de Sports      | -       | 1917       | |                                                 |
| Plaza Nº 3                         | -       | 1916       | |                                                 |
| Asociación Cristiana de Jóvenes    | -       | 1915       | |                                                 |
| Malvín                             | -       | 1          | | 1971.                                           |
| Capurro                            | -       | 1          | | 1971.                                           |
| Neptuno                            | -       | 3          | | 1984,1990 y 1991.                               |